# نوگا ارز
نوگا اِرِز (‎/ˈɛrɛz/‎ - عبری: נֹגַהּ אֶרֶז) خواننده، ترانه‌سرا و تهیه‌کننده اسرائیلی است. در سال ۲۰۱۷، آهنگ او به نام "Dance while You Shoot" توسط اپل در یک کمپین تبلیغاتی برای سرویس پخش موسیقی مورد استفاده قرار گرفت. در همان سال او اولین آلبوم خود را به نام «Off the Radar» منتشر کرد که مورد تحسین منتقدان قرار گرفت. دومین آلبوم او، بچه‌ها، در سال ۲۰۲۱ منتشر شد.

## اوایل زندگی
ارز از شش سالگی در قیصریه، اسرائیل بزرگ در یک خانواده یهودی بزرگ شد. آهنگسازی را در آکادمی موسیقی و رقص اورشلیم فراگرفت. در دوران کودکی و در دوران رشد، سازهای مختلف را آموخت و سبک‌های مختلف موسیقی را مطالعه کرد. ارز به عنوان خواننده، نوازنده کیبورد و سازهای کوبه ای در گروه‌های مختلف موسیقی حضور داشت.
او در ۱۸ سالگی به عنوان سرباز در گروه نظامی نیروهای دفاعی اسرائیل نیز خدمت کرده است.

## دوران حرفه ای

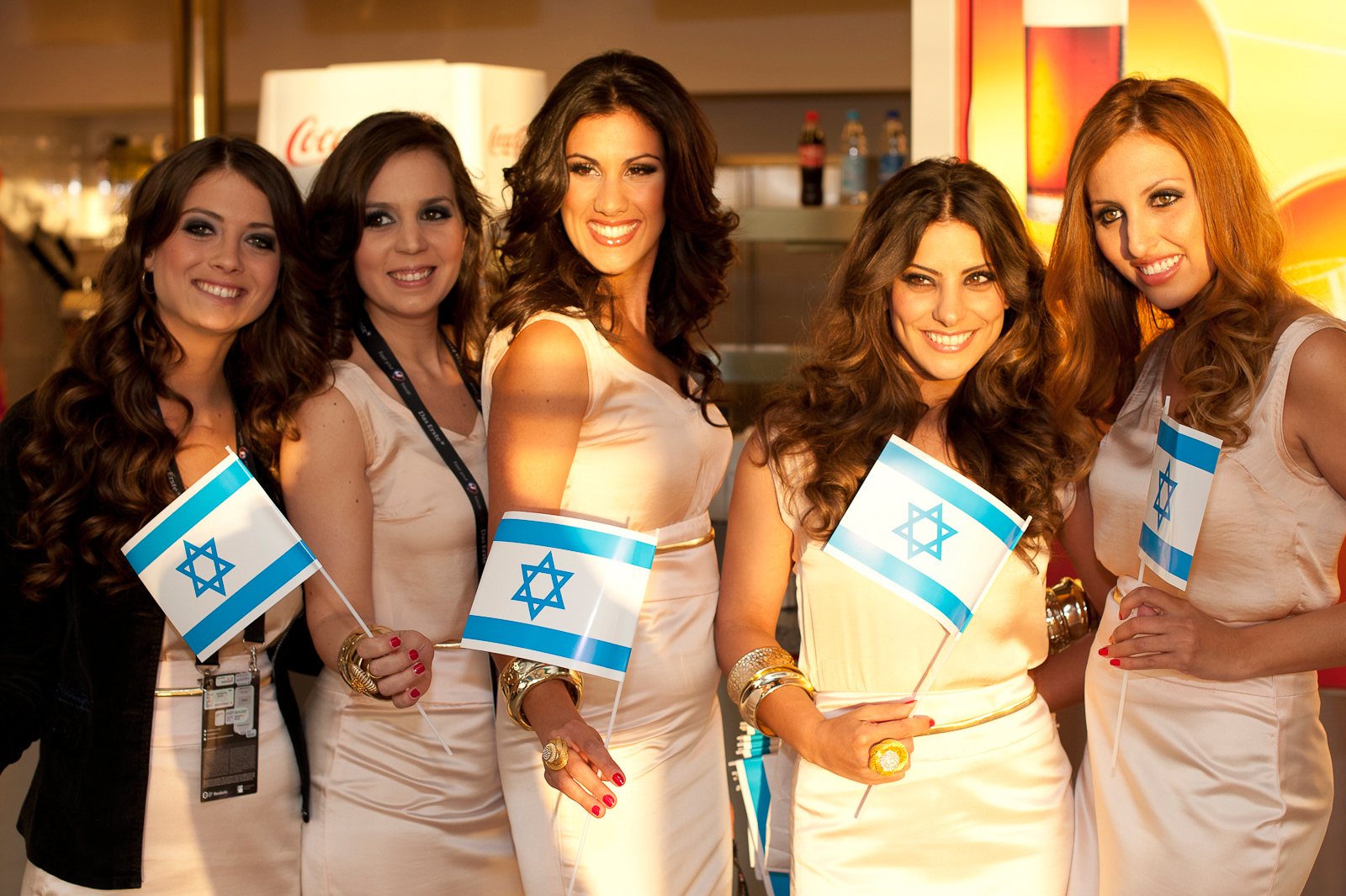
خوانندگان پشتیبان گروه دانا اینترنشنال در مسابقه آواز یوروویژن ۲۰۱۱ در دوسلدورف ۲۰۱۱

در سال ۲۰۱۱ روی یک آلبوم جاز کار کرد که تقریباً کار آن به اتمام رسید ولی تصمیم گرفت آن را کنار بگذارد و به نوشتن و تولید موسیقی الکترونیک روی آورد.
ارز در یک گروه موسیقی به عنوان خواننده با دو نفر دیگر همکاری می‌کند، که آن دو آوری روسو (نمونه‌گیر، سینت سایزر) و ران جاکوبوویتز (درام الکترونیکی، پرکاشن) می‌باشند.
ارز در سال ۲۰۱۷ در فهرست ۳۰ مشهور اسرائیل قرار گرفت.
اولین تک‌آهنگ ارز، «اسباب‌بازی»، بازخورد تحسین‌آمیزی را از نیویورک تایمز دریافت کرد: «نوگا ارز، خواننده و تهیه‌کننده موسیقی الکترونیک اسرائیلی، با آهنگ «اسباب‌بازی» صحنه را به لرزه درمی‌آورد و به‌هم می‌ریزد، در میدان استریو می‌چرخد، سرعت را به شدت افزایش می‌دهد. در نیمه راه آهنگ برای لحظه ای سکوت می‌ایستد. ملودی‌ها عبارت‌های مختصری هستند که به خاستگاه خاورمیانه اشاره می‌کنند… این آهنگ پراکنده، نیش دار، ناپایدار و همچنین تسخیرکننده.
ارز اولین آلبوم خود را با نام «Off the Radar» که در ۲ ژوئن ۲۰۱۷ به همراه شریک خود آوری روسو، از طریق سیتی اسلنگ منتشر و تولید کرد. این انتشار با نمایش‌های جشنواره در Primavera، SXSW , Pitchfork Paris, Roskilde, MELT، جشنواره چشم‌انداز، همگرایی و فرار بزرگ در سال ۲۰۱۷، همراه بود!. او همچنین در سال ۲۰۱۷ به بریتانیا و اروپا سفر کرد.
در ۱۳ ژانویه ۲۰۲۱، ارز دومین آلبوم استودیویی خود را با نام " بچه‌ها " معرفی کرد. که در ۲۶ مارس ۲۰۲۱ منتشر شد.
در ۱۶ سپتامبر ۲۰۲۲ ارز با میسی الیوت خواننده رپ آمریکایی در ریمیکس آهنگ ارز به نام «ناخن» همکاری داشت.
در ۱۶ و ۱۷ سپتامبر ۲۰۲۲، او در افتتاحیه گروه بریتانیایی Florence and the Machine در مدیسون اسکوئر گاردن شرکت کرد.

## تأثیرگذاری
سبک موسیقی ارز از موسیقی آلترناتیو، الکترونیک و هیپ هاپ مبتنی بر نمونه تأثیر می‌گیرد، اما به شدت تحت تأثیر شرایط سیاسی هم در کشورش و هم در سطح جهانی است، اگرچه او در توصیف کار خود به عنوان خواننده سیاسی شک دارد. در مصاحبه ای با گاردین، ارز آهنگ‌های خود را به عنوان روشی برای «پردازش مسائلی که من را در مورد جهان آزار می‌دهد» توصیف می‌کند. موسیقی او همچنین به تأثیرات موسیقی او مانند Flying Lotus، Björk، Frank Ocean یا Kendrick Lamar اشاره دارد. او با ترکیبی از درامز، سینت سایزر و آواز، هرج و مرج در محیطی را که با آن بزرگ شده است، از طریق آهنگ‌های باس سنگین و قابل رقص توصیف می‌کند.

## موسیقی‌شناسی

### آلبوم‌های استودیویی
- خارج از رادار (۲۰۱۷)
- بچه‌ها (۲۰۲۱)

### تک آهنگ‌ها
- "اسباب بازی" (۲۰۱۷)
- "Sunshine" (2018)
- "عادات بد" (۲۰۱۸)
- "Cash Out" (2018)
- "چانه چانه" با اکو (2019)
- «نماها» با حضور رئو کراگون و روسو (2020)
- «بدون خبری در تلویزیون» (۲۰۲۰)
- "تو تمام شد" (۲۰۲۰)
- "پایان جاده" (۲۰۲۱)
- "داستان" (۲۰۲۱)
- "ناک اوت (در برابر ماشین)" (۲۰۲۱)
- "A" در شگفت‌انگیز" (۲۰۲۱)
- "Industry Baby" (2022) (کاور آهنگ Lil Nas X به همین نام)
- "ناخن" (۲۰۲۲)
- "NAILS (شاهکار میسی الیوت)" (۲۰۲۲)
- "آرام" (نوشته شده به عنوان یک آهنگ تم برای فیلم نتفلیکس " قلب سنگ " ۲۰۲۳)
- "به خانه برگرد" (۲۰۲۴)
- "Vandalist" (2024)
- "PC People (Feat. Rousso)" (2024)

### موزیک ویدیوها
| Title                                 | Year | Director(s)                                           | Ref.   |
| ------------------------------------- | ---- | ----------------------------------------------------- | ------ |
| "Dance While You Shoot"               | ۲۰۱۶ | Zhang + Knight                                        | [ ۱۳ ] |
| "Pity"                                | ۲۰۱۷ | Zhang + Knight                                        | [ ۱۴ ] |
| "Toy"                                 | ۲۰۱۷ | Hen Makhluf                                           | [ ۱۵ ] |
| "Off the Radar"                       | ۲۰۱۷ | Eden Kalif, Daniella Meroz                            | [ ۱۶ ] |
| "Balkada"                             | ۲۰۱۷ | Noga Erez, Ori Rousso, Omri Ben Shalom                | [ ۱۷ ] |
| "Bad Habits"                          | ۲۰۱۸ | Shlomy Reuven, Morch Landsberg, Noga Erez, Ori Rousso | [ ۱۸ ] |
| "Cash Out" featuring Sammus           | ۲۰۱۸ | Hen Makhluf                                           | [ ۱۹ ] |
| "Chin Chin" with Echo                 | ۲۰۱۹ | Shlomy x Morchi                                       | [ ۲۰ ] |
| "Views" featuring Reo Cragun & Rousso | ۲۰۲۰ | Indy Hait                                             | [ ۲۱ ] |
| "No News on TV" featuring Rousso      | ۲۰۲۰ | FISHnCHIPS                                            | [ ۲۲ ] |
| "You So Done"                         | ۲۰۲۰ | Indy Hait                                             | [ ۲۳ ] |
| "End of the Road"                     | ۲۰۲۱ | Indy Hait                                             | [ ۲۴ ] |
| "Story" featuring Rousso              | ۲۰۲۱ | Indy Hait                                             | [ ۲۵ ] |
| "The "A" in Amazing"                  | ۲۰۲۱ | Roy Raz                                               | [ ۲۶ ] |

## جوایز و نامزدی
| سال  | جایزه     | هنرمند/کار | دسته بندی       | نتیجه | Ref. |
| ---- | --------- | ---------- | --------------- | ----- | ---- |
| ۲۰۱۸ | جوایز VIA | نوگا ارز   | بهترین تازه‌وارد | برنده |      |
| ۲۰۲۱ | جوایز پاپ | «نمایش ها» | موزیک ویدیو سال | نامزد |      |